# 3raum-Anatomietheater

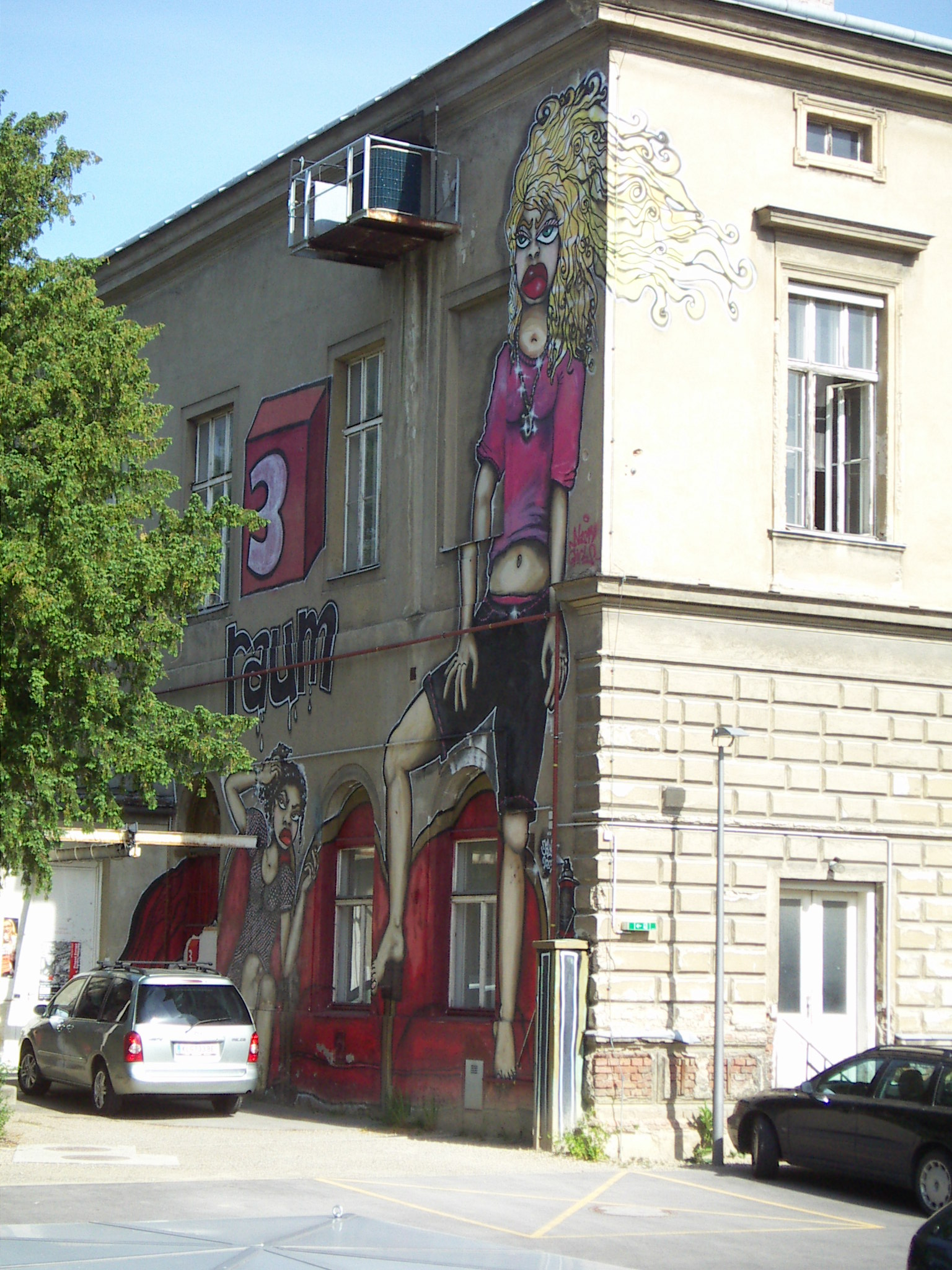
3raum-Anatomietheater

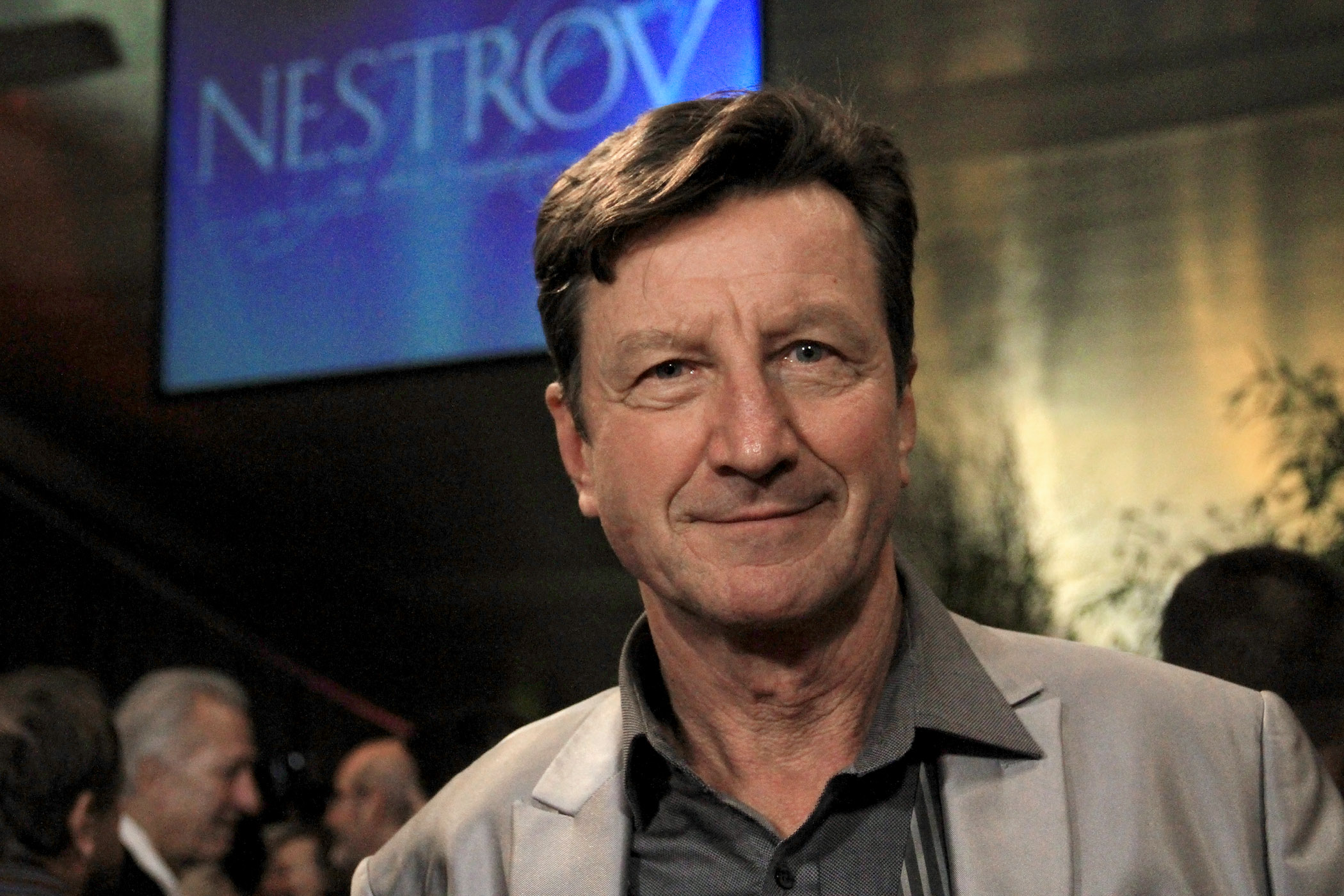
Hubsi Kramar, für seine Verdienste um das 3raum-Anatomietheater beim Nestroy 2012 für den Spezialpreis nominiert

Das 3raum-Anatomietheater war ein Theater und Veranstaltungsort im 3. Wiener Gemeindebezirk Landstraße.
Es wurde am 24. April 2006 unter der Leitung des langjährigen Künstlers und Theatermachers Hubert „Hubsi“ Kramar eröffnet. Als Standort wurde das ehemalige Anatomiegebäude des veterinärmedizinischen Instituts in der Beatrixgasse 11 gewählt, das bereits 1996 durch die aus Platzgründen notwendig gewordene Absiedlung der Veterinärmedizinischen Universität Wien freigeworden war. Das zwischenzeitlich ungenutzte, aber architektonisch interessante Gebäude vor einer etwaigen Zerstörung zu bewahren und als Kulisse einer größeren Öffentlichkeit zugänglich zu machen, war dabei der ausschlaggebende Grundgedanke. 
Inhaltlich wollen die Veranstalter genremäßig größtmögliche Offenheit bewahren und boten neben Theateraufführungen auch Performances, Konzerte, Filme, Feste und Literaturvorstellungen.
Im Mai 2012 gab Kramar bekannt, den im Oktober auslaufenden Pachtvertrag nicht mehr verlängern zu wollen. Statt als Theaterdirektor im eigenen Haus werde er dann anderswo „Theater spielen, inszenieren und schreiben, denn das ist ja mein Leben“. Am 20. Oktober 2012 fand die letzte Vorstellung statt.